# 30 van Amsterdam Noord
De 30 van Amsterdam Noord is een jaarlijks atletiekevenement dat wordt gehouden in Amsterdam.
De eerste editie werd in 2002 georganiseerd en de hoofdafstand is de 30 km, waarvan het parcours ook officieel is opgemeten door de Atletiekunie. Het parcours van de 30 km heeft zijn start en finish op het terrein van organisator AV Atos en voert voor het grootste deel door Waterland, dat vlak boven Amsterdam-Noord ligt. Het evenement wordt georganiseerd op de eerste (soms tweede) zondag in september en geldt daardoor voor veel lopers als voorbereiding op de Marathon van Amsterdam in oktober. Naast de 30 km is er ook de mogelijkheid om mee te doen met de 21 km, 15 km of de 10 km.

## Parcoursrecords 30 km
- Heren: Hidde Tangerman 1.42.39 (2013)
- Dames: Jacelyn Gruppen 1.56.17 (2013)